# Convención Europea de Derechos Humanos
El Convenio Europeo para la Protección de los Derechos Humanos y de las Libertades Fundamentales, más conocido como la  Convención Europea de Derechos Humanos (CEDH), fue adoptado por el Consejo de Europa el 4 de noviembre de 1950 y entró en vigor en 1953. Tiene por objeto proteger los derechos humanos y las libertades fundamentales de las personas sometidas a la jurisdicción de los Estados firmantes, y permite un control judicial del respeto de dichos derechos individuales. Se inspira expresamente en la Declaración Universal de Derechos Humanos, proclamada por la Asamblea General de las Naciones Unidas el 10 de diciembre de 1948.
El Convenio ha sido desarrollado y modificado por diversos protocolos adicionales que han añadido el reconocimiento de otros derechos y libertades al listado inicial o han mejorado las garantías de control establecidas. Por otra parte, el número de Estados firmantes se ha ido incrementando hasta abarcar casi todo el continente europeo. Su antigüedad, desarrollo y efectividad lo convierten en el más importante sistema de protección de los derechos humanos en el mundo.

## Creación
Tras las devastadoras consecuencias humanas, materiales y económicas de la Segunda Guerra Mundial, Europa Occidental vivió un ambiente favorable a la creación de una organización internacional que agrupara a los Estados democráticos. Ese impulso culminó en la creación en 1949 del Consejo de Europa. Adicionalmente, el impacto que para la opinión pública supuso la constatación de los crímenes perpetrados por el Tercer Reich y el impulso proporcionado por la proclamación por Naciones Unidas de la Declaración Universal de los Derechos Humanos, propició el interés por crear un mecanismo de garantía colectiva de tales derechos. La entonces denominada Asamblea Consultiva del Consejo acordó en su primera sesión iniciar los estudios necesarios para la creación de tal sistema. Solo un año más tarde, el Comité de Ministros aprobó el proyecto del Convenio Europeo para la Protección de los Derechos Humanos y de las Libertades Fundamentales. El 4 de noviembre de ese mismo año 1950 el Convenio era firmado por los representantes de doce Estados: la entonces recientemente creada República Federal Alemana, Bélgica, Dinamarca, Francia, Irlanda, Islandia, Italia, Luxemburgo, Noruega, Países Bajos, Reino Unido y Turquía.

## Estructura y significado
Conforme a lo en él estipulado, el Convenio, en sus dos versiones oficiales en francés e inglés, entró en vigor el 3 de septiembre de 1953. En su redacción actual, tras las modificaciones efectuadas con posterioridad a su aprobación, consta de 59 artículos agrupados en tres títulos.  El artículo 1 compromete a los Estados signatarios a reconocer los derechos regulados en el Convenio «a toda persona dependiente de su jurisdicción», lo que supone que no se limita a los ciudadanos ni a los residentes. El Título I (artículos 2 a 18) enumera y regula los derechos humanos reconocidos. El Título II (artículos 19 a 51) regula la composición, funcionamiento y competencias del Tribunal Europeo de Derechos Humanos, órgano jurisdiccional supranacional encargado de velar por el respeto de los derechos proclamados en el Convenio. El Título III (artículos 52 a 59) regula otras cuestiones diversas relacionadas con el convenio.
El Convenio ha sido completado por diversos protocolos adicionales y ha sido ratificado por la totalidad de los Estados miembros del Consejo (47 tras la ratificación por Mónaco el 30 de noviembre de 2005). El primer objetivo que se propone consiste en alcanzar la protección, mediante la articulación de mecanismos jurídicos eficaces, de los derechos civiles y políticos de los individuos. Es el resultado de la obra del Consejo de Europa que constituye lo que se ha denominado una comunidad ideológica, basada en la democracia parlamentaria, el Estado social de Derecho y el respeto por los Derechos del Hombre. El Consejo de Europa no debe ser confundido con el Consejo de la Unión Europea, institución que no forma parte de la Convención (a pesar de estar unida a ella por el Tratado de Roma de 2004). La Convención sí ejerce una influencia cierta sobre el Derecho de la Unión, aunque, según algunos, la plena convergencia entre los dos derechos radica en la convergencia entre los órganos jurisdiccionales que administran justicia.
El convenio fue firmado por España en fecha 24 de noviembre de 1977, entrando en vigor el 4 de octubre de 1979 (publicado en el Boletín Oficial del Estado el 10 de octubre de 1979), tras el fin de la dictadura del general Franco durante el período denominado Transición Española, la aprobación de una Constitución y la celebración de elecciones libres conforme a la misma.

## Listado de derechos y libertades (Título I del Convenio)

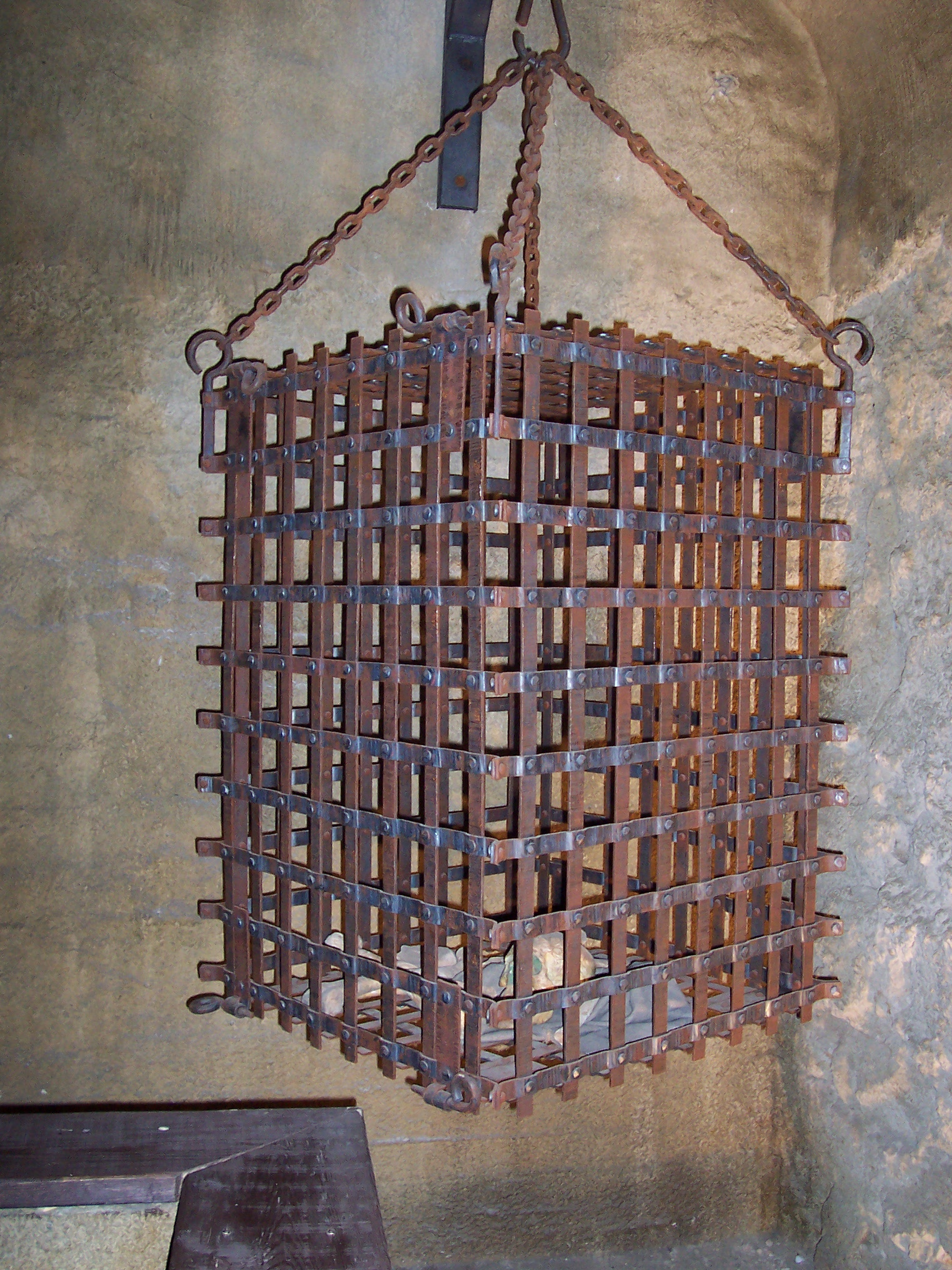
El artículo 3 prohíbe la tortura

### Artículo 2.Derecho a la vida
Tras afirmar que el derecho a la vida está protegido por la ley, admite la excepción de la pena de muerte dictada por un tribunal por un delito para el que dicha pena haya sido establecida por ley. El apartado dos establece otras excepciones al derecho cuando la privación de la vida se produzca por un recurso a la fuerza necesario para: defender a una persona de una agresión ilegítima; detener conforme a derecho a una persona o impedir la evasión de un preso o un detenido; o reprimir una revuelta o insurrección conforme a la ley.

### Artículo 3.Prohibición de la tortura
Prohíbe en términos absolutos tanto la tortura como las penas o tratos inhumanos o degradantes. Es una prohibición total, de acuerdo con lo establecido en el artículo 15.2, por lo que se aplica incluso en tiempo de guerra u otra emergencia pública, y con independencia de cuál haya sido la conducta previa de la víctima.
Aunque no se trata de una norma dirigida a proteger a los solicitantes de asilo, el Tribunal Europeo de Derechos Humanos lo viene interpretando en el sentido de que prohíbe a los Estados que han ratificado el Convenio no solo infligir torturas o tratos inhumanos o degradantes, sino también enviar a los demandantes a países donde corren un riesgo cierto de sufrir tal tipo de trato. Ello limita la posibilidad de expulsar a súbditos de terceros países.

### Artículo 4.Prohibición de la esclavitud y del trabajo forzado
Aunque prohíbe tanto la esclavitud como los trabajos forzados en términos absolutos, aclara que no se consideran forzados los trabajos exigidos normalmente a personas privadas de libertad o en libertad condicional; el servicio militar obligatorio o el servicio sustitutivo para objetores de conciencia; el servicio en casos de emergencia y el trabajo que forme parte de obligaciones cívicas normales.

### Artículo 5.Derecho a la libertad y a la seguridad
El apartado 1 establece los casos en los que se puede privar de este derecho conforme a la ley: en virtud de sentencia de un tribunal; por desobediencia a una orden judicial o para asegurar el cumplimiento de una obligación establecida por ley; para que comparezca ante la autoridad judicial por existir indicios de infracción, para impedir su huida o evitar que cometa una infracción; para asegurar la educación o detención de un menor de edad; en supuestos de enfermedad contagiosa, enajenación, alcoholismo, toxicomanía o vagabundos; para impedir la entrada ilegal de una persona en un territorio o para proceder a su expulsión o extradición. Los siguientes apartados establecen derechos para el privado de libertad: información en lengua comprensible de los motivos o acusación; conducción ante la autoridad legalmente competente y a ser juzgado en plazo razonable o ser puesto en libertad; posibilidad de establecer una garantía para la puesta en libertad; derecho a recurrir ante un órgano judicial para que revise la legalidad de la detención (habeas corpus); y derecho a reparación en caso de infracción de lo dispuesto en el artículo.
El precepto no ofrece una definición de detención, por lo que esta ha sido perfilada por el Tribunal de Estrasburgo de forma paulatina y casuística. Así, se ha considerado detención la situación de confinamiento en una isla o la restricción dentro de la zona de tránsito de un aeropuerto. Aunque el artículo se remite a la Ley estatal, el Tribunal no acepta cualquier regulación legal, pues exige que esta respete unos determinados estándares de calidad. Respecto a la información que debe recibir el detenido, la Corte afirma que esta debe ser pronta, explicar las razones por las que la medida ha sido adoptada y ser comprensible para el interesado. En cuanto al derecho a recurrir ante un tribunal, el Tribunal ha afirmado que ese requisito ya está cumplido cuando ha sido un juez quien ha ordenado la detención, por lo que no es necesario que exista otro nuevo control judicial.

### Artículo 6.Derecho a un proceso equitativo

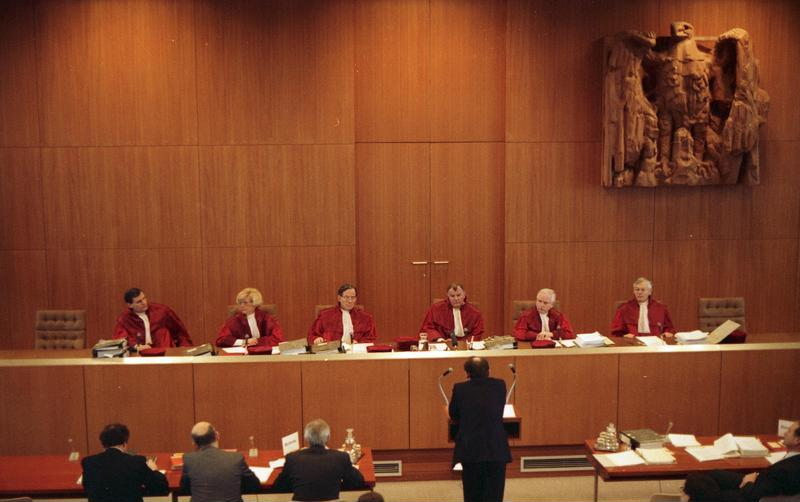
El derecho a un juicio justo, proclamado en el artículo 6, es uno de los más invocados por los demandantes

El derecho a un proceso equitativo, referido a los procedimientos judiciales, es uno de los más invocados en las demandas presentadas ante el Tribunal. El apartado primero proclama el derecho a que las causas sean oídas ante tribunales imparciales de forma pública y en un plazo razonable, y establece ciertas excepciones a la publicidad. El apartado segundo establece la presunción de inocencia. El apartado tercero regula el derecho a la defensa, estableciendo los derechos del acusado a ser informado de la acusación; a tener tiempo y medios para su defensa; a defenderse a sí mismo o ser defendido por un defensor de su elección o un abogado de oficio; a interrogar a los testigos de la acusación y proponer testigos; y a ser asistido de intérprete si no habla la lengua empleada en el tribunal.

### Artículo 7.No hay pena sin ley
Establece la irretroactividad de las leyes penales desfavorables. El apartado segundo hace una excepción respecto a los hechos que constituyan delito según "los principios generales del derecho reconocidos por las naciones civilizadas".

### Artículo 8.Derecho al respeto a la vida privada y familiar
La vida privada y familiar incluye la intimidad del domicilio y la inviolabilidad de la correspondencia. Regula en qué casos puede haber una injerencia de los poderes públicos en estos derechos.
El artículo 8 del Convenio Europeo de Derechos Humanos (CEDH) protege el derecho de toda persona al respeto de su vida privada y familiar, de su domicilio y de su correspondencia. El segundo apartado del artículo permite que los poderes públicos interfieran en estos derechos únicamente si dicha injerencia está prevista por la ley, persigue un fin legítimo —como la seguridad nacional, el orden público o la protección de los derechos ajenos— y resulta necesaria en una sociedad democrática.
La noción de «vida privada» ha sido interpretada de forma amplia por el Tribunal Europeo de Derechos Humanos (TEDH), abarcando aspectos como la identidad personal, el nombre, la imagen, la orientación sexual, la integridad física y psicológica, y la vida relacional, incluso en espacios públicos. El artículo también protege el desarrollo de la personalidad y la autonomía del individuo.
En cuanto a la «vida familiar», esta no se limita a las relaciones matrimoniales, sino que incluye vínculos de hecho estables, tanto heterosexuales como homosexuales, así como las relaciones entre padres e hijos nacidos fuera del matrimonio. El TEDH ha confirmado que existe vida familiar incluso sin convivencia si se dan vínculos afectivos y personales estrechos.
El artículo 8 también protege frente al almacenamiento y tratamiento de datos personales por parte de autoridades públicas, incluidos historiales médicos, perfiles de ADN y vigilancia electrónica. Tales medidas sólo se consideran legítimas si se ajustan a la ley, son necesarias y proporcionadas.
En relación con la correspondencia, la protección se extiende a toda forma de comunicación, incluyendo la digital. La interceptación, control o censura de comunicaciones, especialmente entre personas detenidas y sus abogados, puede vulnerar el artículo si no está adecuadamente justificada y regulada.
El TEDH también ha subrayado las obligaciones positivas de los Estados: garantizar la confidencialidad de datos médicos, facilitar el acceso a información sobre los orígenes personales y permitir el mantenimiento de vínculos familiares, especialmente en contextos de separación forzada o inmigración.

### Artículo 9.Libertad de pensamiento, de conciencia y de religión.
Estipula que la libertad religiosa incluye el derecho a cambiar de religión y a manifestar públicamente las creencias. Establece los motivos que permiten restringir estos derechos.
El artículo 9 del Convenio Europeo de Derechos Humanos reconoce el derecho a la libertad de pensamiento, de conciencia y de religión. Este derecho incluye la libertad de cambiar de religión o creencia, así como la libertad de manifestarlas individual o colectivamente, en público o en privado, mediante el culto, la enseñanza, las prácticas o la observancia de ritos.
El ejercicio de estas libertades puede ser objeto de restricciones si están previstas por la ley y resultan necesarias en una sociedad democrática para proteger la seguridad pública, el orden, la salud o la moral públicas, o los derechos y libertades de los demás.
Según la jurisprudencia del Tribunal Europeo de Derechos Humanos (TEDH), el artículo 9 garantiza una dimensión interna —que comprende la creencia o convicción personal— que es absoluta y no admite restricción, y una dimensión externa —como el uso de símbolos religiosos, la observancia de ritos o el proselitismo— que puede estar sujeta a limitaciones si son proporcionales y persiguen fines legítimos.
El TEDH ha declarado que no toda conducta inspirada por creencias religiosas está protegida por el artículo 9, y que los Estados gozan de un cierto margen de apreciación para regular estas manifestaciones, siempre que actúen con neutralidad y sin discriminación.

### Artículo 10.Libertad de expresión
Afirma que la libertad de expresión incluye la libertad de recibir y transmitir informaciones o ideas. Regula las posibles restricciones.

### Artículo 11.Libertad dereunióny de asociación
Aclara expresamente que la libertad de asociación incluye la libertad de sindicación. Establece restricciones, particularmente a militares, policías y empleados públicos.

### Artículo 12.Derecho a contraermatrimonio
Afirma que el hombre y la mujer tienen derecho a casarse a partir de la edad núbil.

### Artículo 13.Derecho a un recurso efectivo
Establece el derecho a un recurso ante una instancia nacional cuando los derechos establecidos en el Convenio sean violados, incluso cuando lo sean por agentes oficiales. El precepto no especifica que tal recurso deba ser jurisdiccional, por lo que cabe también que se trate de un recurso administrativo.

### Artículo 14.Prohibición de discriminación
Se refiere solo a la discriminación en la aplicación de los derechos reconocidos por el propio Convenio. Incluye como causas de discriminación prohibida el sexo, raza, color, lengua, religión, opinión, origen, pertenencia a una minoría nacional, fortuna, nacimiento o cualquier otra situación.

### Restricciones e interpretación de los derechos
Por último, se establecen ciertas restricciones a los derechos. El artículo 15 permite la derogación en caso de urgencia, salvo de los derechos contenidos en los artículos 2, 3, 4 y 7 (excepto muertes por actos lícitos de guerra). El artículo 16 permite imponer restricciones a la actividad política de los extranjeros. El artículo 17 prohíbe el abuso de derecho que pueda suponer la destrucción de los derechos reconocidos en el Convenio o limitarlos más allá de las normas del mismo. Por último, el artículo 18 establece que las restricciones contempladas en el Convenio no podrán ser aplicadas más que con la finalidad con que han sido previstas.
La interpretación auténtica del texto del Convenio y la concreción de sus numerosas expresiones indeterminadas corre a cargo de la jurisprudencia del Tribunal Europeo de Derechos Humanos, quien ha ido perfilando el significado de cada derecho con sus sentencias, influyendo decisivamente en la actuación de los poderes legislativo, ejecutivo y judicial de los Estados signatarios.

## Protección internacional de los derechos

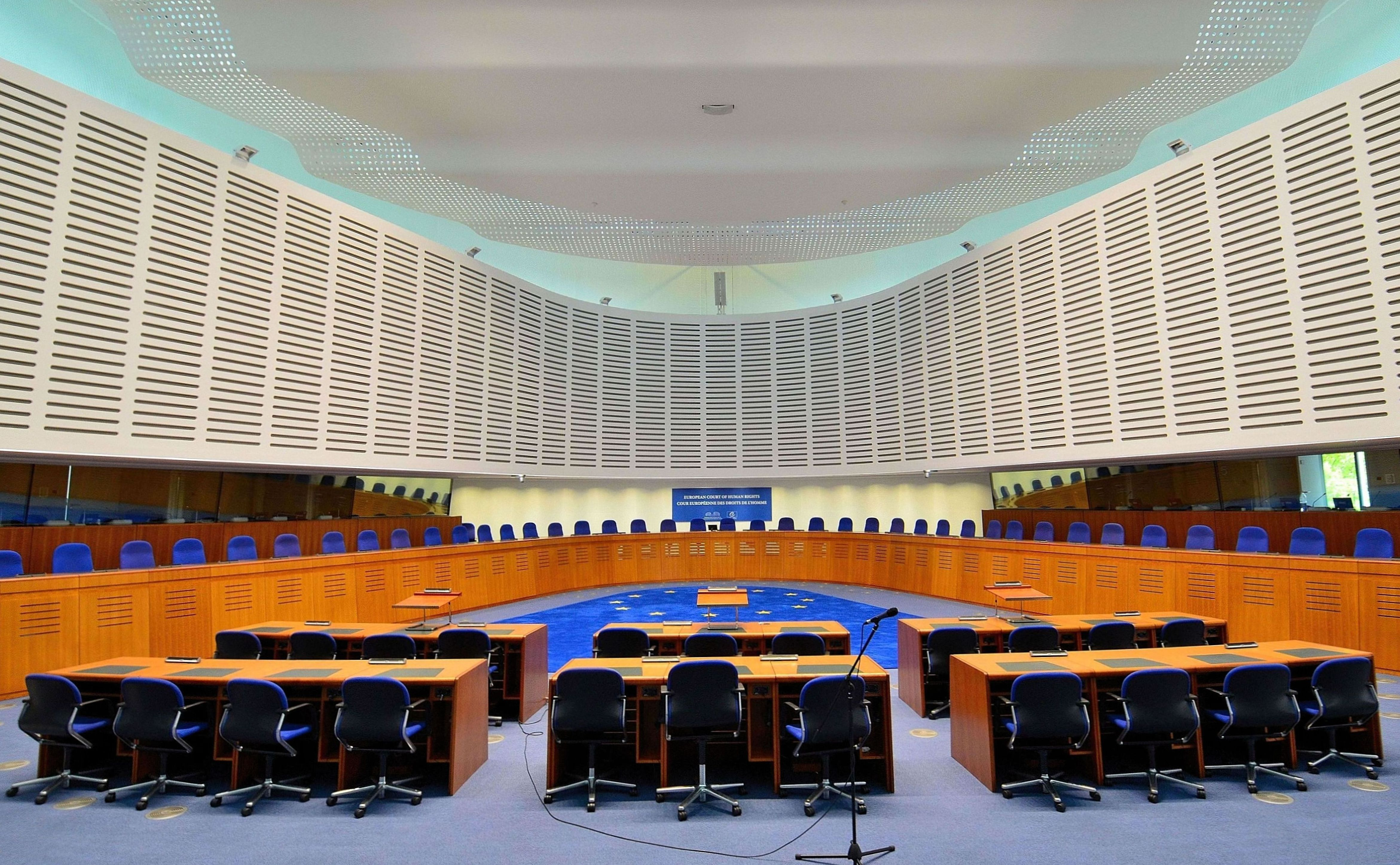
Sala de vistas del Tribunal de Estrasburgo

A fin de permitir un control del respeto efectivo de los derechos humanos, el Convenio instituyó dos órganos: el Tribunal Europeo de Derechos Humanos (o Corte Europea de Derechos Humanos), creado en 1954, y la Comisión Europea de los Derechos Humanos, ambos ubicados en la ciudad francesa de Estrasburgo. El primero es un órgano jurisdiccional compuesto por magistrados independientes nombrados por los estados partes en el Convenio. Originalmente solo podía examinar los casos planteados ante él bien por un Estado parte, bien por la Comisión. Los individuos no podían plantear demandas directamente ante el Tribunal. La Comisión era un órgano intermedio que hacía las veces de filtro entre los individuos y el Tribunal. Examinaba las demandas presentadas por las personas y, ocasionalmente, realizaba una labor de mediación entre ellas y los Estados denunciados. Cuando decidía no elevar el caso al Tribunal, lo remitía al Comité de Ministros del Consejo de Europa. Cuando no se alcanzaba una solución amistosa y la Comisión consideraba que la reclamación tenía entidad de conformidad con los términos de la Convención y la jurisprudencia del Tribunal, estaba capacitada para presentarla ante el Tribunal con el fin de que este dictara sentencia tras el oportuno proceso.  Se trataba de un sistema similar al posteriormente instituido en el Sistema Interamericano de Derechos Humanos creado en el seno de la Organización de Estados Americanos (OEA).
La entrada en vigor del Protocolo n.º 11 a la Convención supuso la reforma en profundidad del sistema de control. Desapareció la Comisión y se modificó la estructura del Tribunal. A partir de ese momento, las personas pueden presentar demandas directamente ante el renovado Tribunal. La reforma significó la creación del sistema internacional de protección de los derechos humanos más complejo y efectivo existente en el mundo, ya que permite a los ciudadanos y a otras personas sometidas a la jurisdicción de los Estados miembros recurrir directamente a un tribunal internacional independiente del Estado demandado para que examine su demanda conforme a los términos de la Convención y a la jurisprudencia del Tribunal de Estrasburgo. No obstante, también supuso un considerable aumento de la carga de trabajo del Tribunal.

## Modificaciones del Convenio

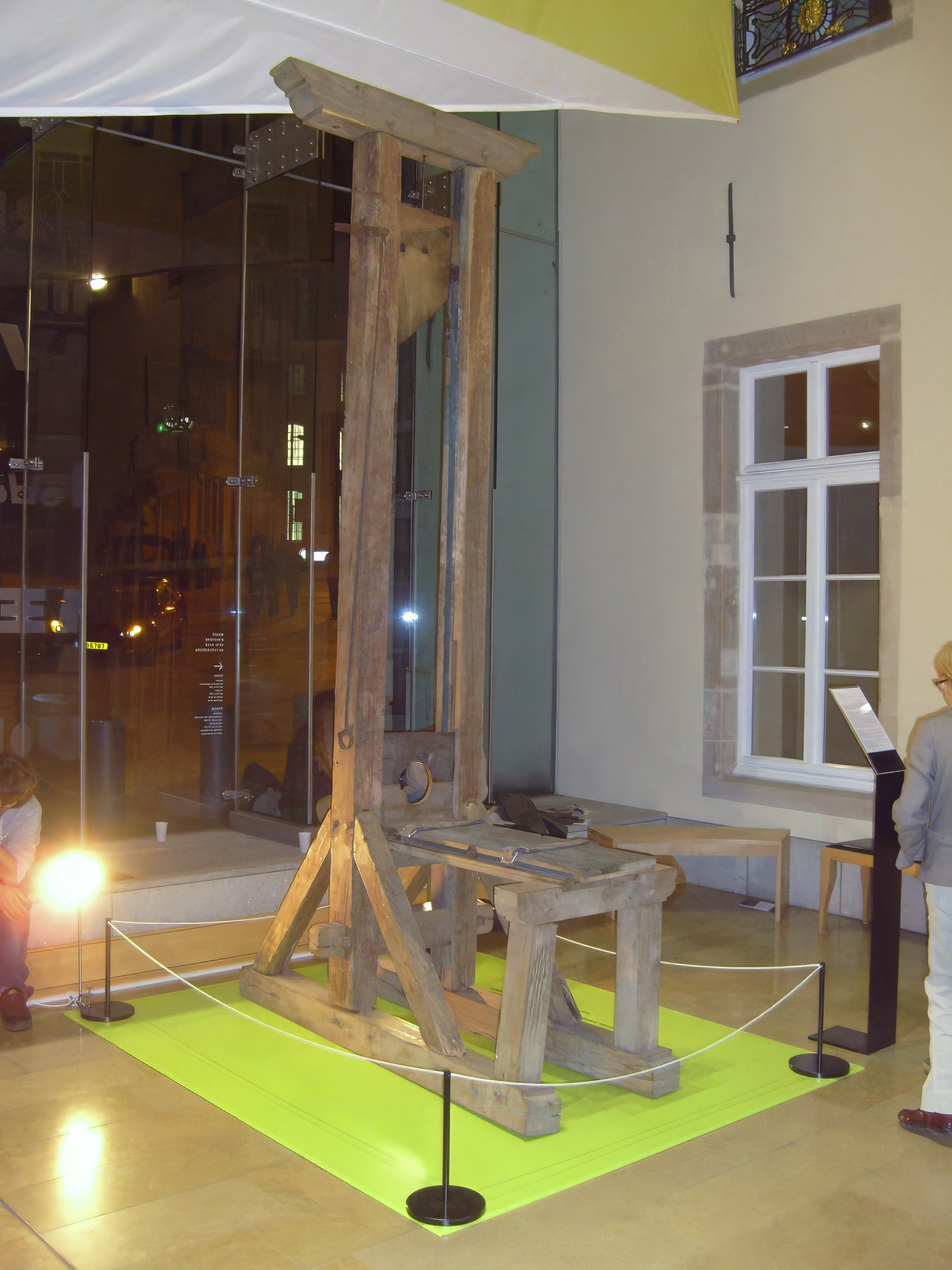
Guillotina de Luxemburgo. Los protocolos 6 y 13 tienen por objeto la abolición de la pena de muerte en Europa.

El sistema de protección creado con el Convenio ha evolucionado con el paso del tiempo mediante la aprobación de diversos protocolos que lo complementan. Para que cada protocolo entre en vigor, es necesario que sea ratificado por un número mínimo de países o por la totalidad de los mismos, según cuál sea su finalidad. Desde 1950, han sido adoptados 16 protocolos.

### Protocolos adicionales
Los protocolos más conocidos son los llamados protocolos adicionales, destinados a ampliar el listado de derechos inicial. Incorpora la garantía de derechos que no habían sido recogidos en el Convenio y que solo obligan a los Estados que, habiendo ya ratificado el Convenio, ratifican a su vez el concreto protocolo. Entran en vigor cuando el protocolo en cuestión reúne un número mínimo de ratificaciones que él mismo establece. Son los siguientes:
- El Protocolo n.º 1, de 1952, incorpora los derechos a la propiedad,[11] a la educación[12] y a la celebración de elecciones libres.[2][13]
- El Protocolo n.º 4, de 1963, prohíbe la prisión por deudas, regula la libertad de circulación, prohíbe que un Estado expulse a sus nacionales y prohíbe las expulsiones colectivas de extranjeros.[14]
- El Protocolo n.º 6, de 1983, prohíbe la pena de muerte, excepto en caso de guerra.[15]
- El Protocolo n.º 7, de 1984, establece garantías de procedimiento en el caso de expulsión de extranjeros, reconoce el derecho a un doble grado de jurisdicción en materia penal, establece el derecho a indemnización en caso de error judicial, establece el derecho a no ser juzgado dos veces por el mismo delito e instituye la igualdad entre cónyuges.[16]
- El Protocolo n.º 12, de 2000, incorporó una prohibición general de discriminación en la aplicación de cualquier derecho reconocido legalmente.[17]
- El Protocolo n.º 13 (de 3 de mayo de 2002) extiende la abolición de la pena de muerte y la prohíbe en cualquier circunstancia, incluso en tiempos de guerra.[18]
- El Protocolo n.º 16, de 2 de octubre de 2013 ,[19] permite la presentación de consultas al Tribunal Europeo de Derechos Humanos (más conocido como TEDH, en España) por parte de los altos tribunales nacionales y regula el procedimiento que se ha de seguir para que el TEDH emita un dictamen consultivo. La debilidad principal de este protocolo es que los dictámenes consultivos del TEDH (le dicen al tribunal nacional cómo interpretar el Derecho del Convenio Europeo de Derechos Humanos (CEDH) -se parece a lo que hace el Tribunal de Justicia de la Unión Europea (TJUE) respecto de las cuestiones prejudiciales planteadas por los tribunales nacionales-) no son vinculantes (no está obligado el Alto tribunal a seguir esa interpretación dada por el TEDH), así como que los jueces del TEDH disidentes pueden emitir votos particulares (exponer sus argumentos de porqué consideran que se debería interpretar de otra manera). Esto último hace que los Estados parte pueden acogerse a una interpretación minoritaria del CEDH y, por lo tanto, haber discrepancias en la protección de los DDHH entre los diferentes tribunales internos y entre los diferentes Estados parte del Protocolo.

Es importante destacar que los protocolos -como cualquier otro tratado internacional- solo vinculan a los Estados que los han firmado y ratificado.

### Protocolos procedimentales
Otros protocolos han efectuado importantes modificaciones en el procedimiento de protección de los derechos, debiendo por ello ser firmados por todos los estados parte para que entren en vigor.
- El Protocolo n.º 11 (noviembre de 1998) revisó en profundidad el texto de la Convención con el fin de modificar el procedimiento de protección de los derechos. Suprimió la Comisión Europea de los Derechos Humanos y reformó el Tribunal, permitiendo que los individuos presentaran demandas directamente ante él.
- El Protocolo n.º 14 (mayo de 2004) completa los mecanismos de control del Convenio. Asimismo, hace más eficiente el sistema europeo de derechos humanos.[20] Ha sido ampliado por el Acuerdo de Madrid, en mayo de 2009.
- Las disposiciones incorporadas por los protocolos n.º 2, n.º 3, n.º 5 y n.º 8 fueron sustituidas por las del Protocolo n.º 11. Este último también abrogó el Protocolo n.º 9. En cuanto al Protocolo n.º 10, nunca llegó a entrar en vigor y su contenido quedó superado al ser aprobado el Protocolo n.º 11.

## Trascendencia
La ratificación del Convenio es obligatoria para todo Estado que quiera ser miembro del Consejo de Europa, y constituye la más conocida creación de este organismo. Ha servido como modelo para otros sistemas similares de ámbito regional o mundial, como la Convención Americana sobre Derechos Humanos o el Pacto Internacional de Derechos Civiles y Políticos, pero sigue sin ser alcanzado por ellos en cuanto a dimensiones geográficas y eficacia protectora, respectivamente.
La importancia de la Convención radica en la combinación de varios factores. Abierta solo a la firma de los Estados miembros del Consejo de Europa, ha sido ratificada por todos ellos.  Su ratificación es considerada como una eficaz muestra de la voluntad de un Estado de alcanzar los estándares democráticos imperantes en el Viejo Continente. Las resoluciones del Tribunal han servido para influir en la jurisprudencia de los tribunales nacionales, particularmente en los estados que abandonaban dictaduras personales (caso de España) o regímenes comunistas. También influye en la adopción de cambios legislativos para ajustar la normativa de los Estados a la jurisprudencia del Tribunal. Su ámbito geográfico de aplicación abarca a unos 800 millones de ciudadanos; desde las Islas Canarias hasta las costas del Mar del Japón; desde Groenlandia hasta el Cáucaso.
El sistema internacional de garantías que instaura, con la posibilidad de que personas físicas y organizaciones no gubernamentales (aunque no sean nacionales de los Estados signatarios) presenten demandas ante un tribunal internacional independiente, es el más profundo y eficaz que existe en cualquier región del planeta. Además, el sistema de protocolos adicionales ha permitido ampliar el listado de derechos otorgando flexibilidad a los Estados partes para su adopción.
Por otro lado, hay que reseñar que los 27 Estados miembros de la Unión Europea son, a su vez, miembros del Consejo de Europa y signatarios del Convenio. Además, la Carta Social Europea menciona en su preámbulo el reconocimiento de los derechos civiles y políticos que hace el Convenio y también se hace mención a este en la Carta de los Derechos Fundamentales de la Unión Europea, la cual afirma en su preámbulo que pretende reafirmar los derechos reconocidos por (entre otras fuentes) el Convenio y la jurisprudencia del Tribunal Europeo de Derechos Humanos. Su artículo 52 afirma que los derechos proclamados en la Carta y que tengan correspondencia en la Convención, tendrán, al menos, el mismo alcance que confiere esta última. El precepto se ve reafirmado por el artículo 53, que afirma que ninguna de las disposiciones de la Carta podrá interpretarse como limitativa de los derechos proclamados en la Convención.

## Retos de futuro
El Convenio también tiene limitaciones y afronta problemas que dificultan su aplicación. Los principales son:
- El excesivo número de demandas presentadas, provocado por el incremento de Estados signatarios, la ampliación del listado de derechos por los protocolos adicionales y la concesión del acceso directo de las personas físicas al Tribunal. A 31 de diciembre de 2011, había más de 150.000 asuntos pendientes de tramitar, mientras que el Tribunal había resuelto menos de 52.000 en el mismo año. Tras el Protocolo n.º 14, se siguen estudiando reformas procesales para reducir el número de demandas o agilizar su resolución. Algunos autores apuntan a la falta de remedios nacionales en determinados Estados (inexistencia de tribunales constitucionales o ausencia de reconocimiento constitucional al Convenio y su jurisprudencia) como la causa auténtica del problema.
- El cuestionamiento por algunos Estados (el Reino Unido, principalmente) de cierta jurisprudencia del Tribunal que consideran poco tolerante con el margen de apreciación de las autoridades nacionales.
- El hecho de que la ejecución de las sentencias del Tribunal siga encomendada a los propios Estados a través del Comité de Ministros del Consejo de Europa. No obstante, parece descartada una judicialización del procedimiento.[29]

Hay que destacar que ninguna de dichas críticas cuestiona propiamente el listado de derechos proclamados, sino la interpretación realizada por el Tribunal o los procedimientos seguidos para el control.